# Portret imaginacyjny
Portret imaginacyjny – obraz lub inne dzieło będące przedstawieniem osoby, nie przedstawiające prawdziwego wyglądu zewnętrznego, a stworzony w wyobraźni autora dzieła lub będący przedstawieniem modelu dostępnego autorowi podczas tworzenia dzieła. Portrety imaginacyjne przedstawiają głównie postacie mitologiczne lub osoby żyjące w odległych historycznie czasach, których prawdziwe wizerunki nie zachowały się lub autor nie miał do nich dostępu podczas tworzenia portretu. Portret imaginacyjny jest typowy dla malarstwa historycznego: Jan Matejko uwieczniał znane mu współczesne postacie jako postacie historyczne, np. Michał Szweycer został uwieczniony jako ksiądz Piotr Skarga w Kazaniu ks. Piotra Skargi, konsekwentnie umieszczał swój autoportret jako wizerunek  Stańczyka.

## Znane portrety imaginacyjne

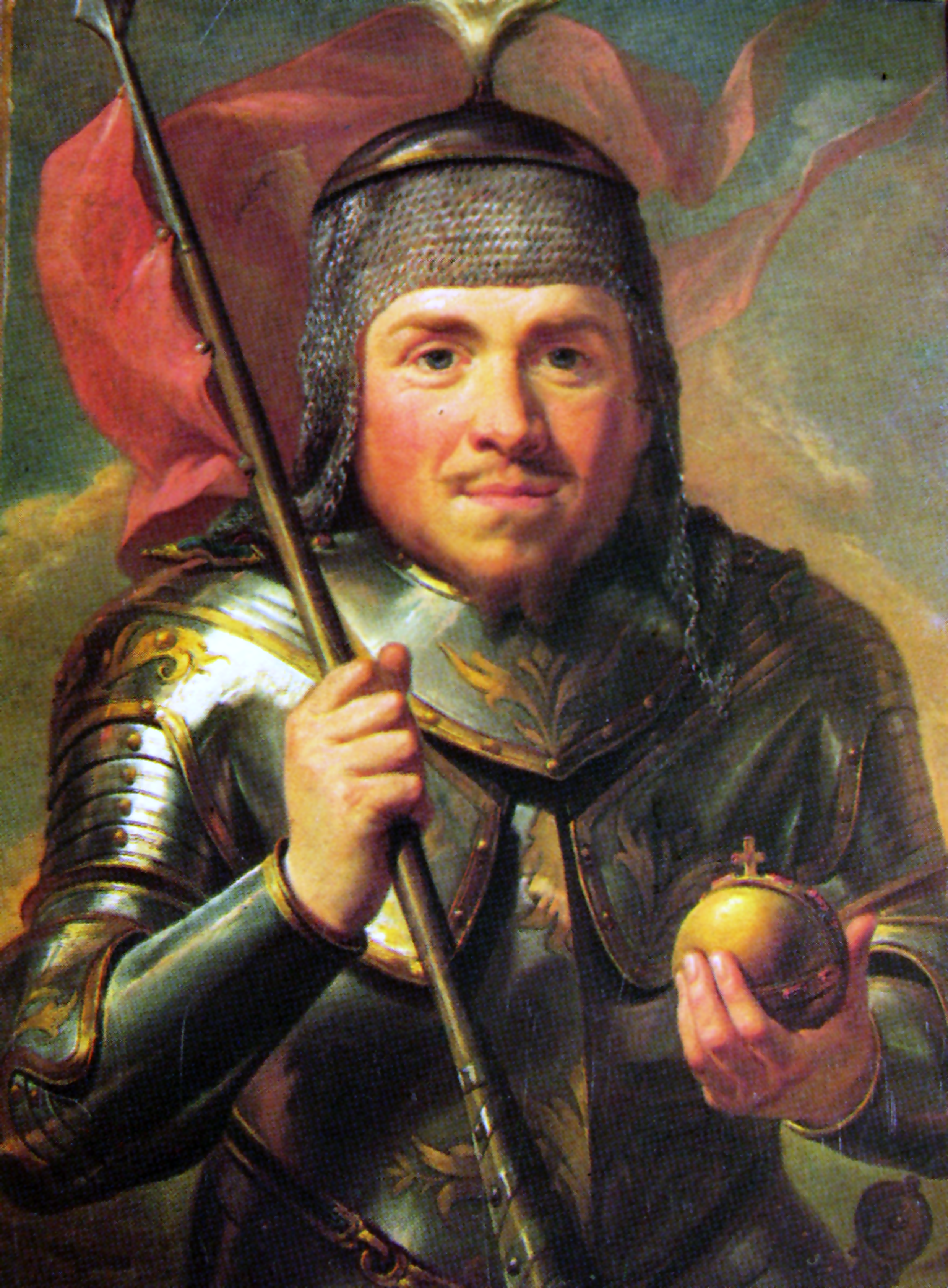
Władysław I Łokietek, Marcello Bacciarelli
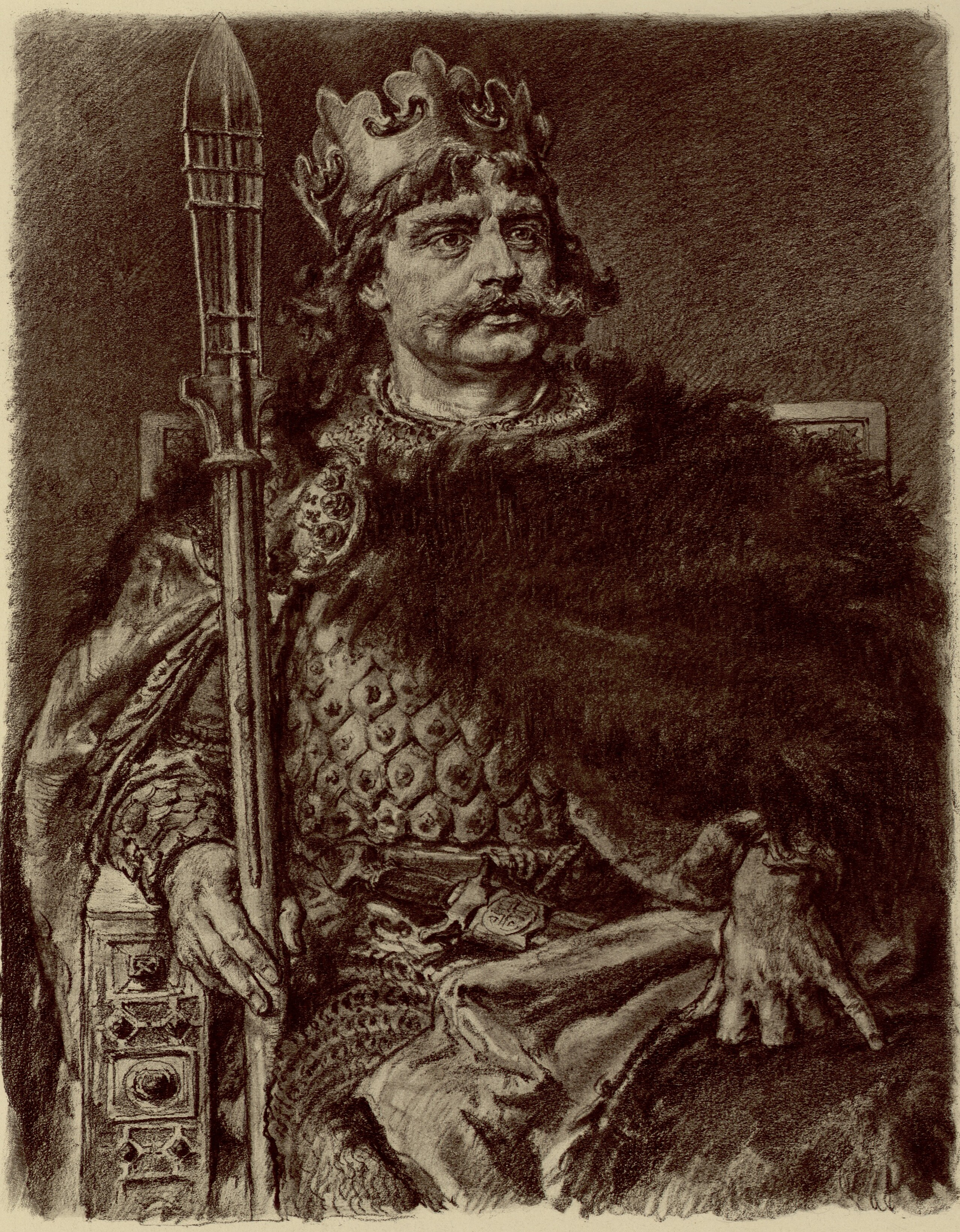
Bolesław I Wielki, Jan Matejko
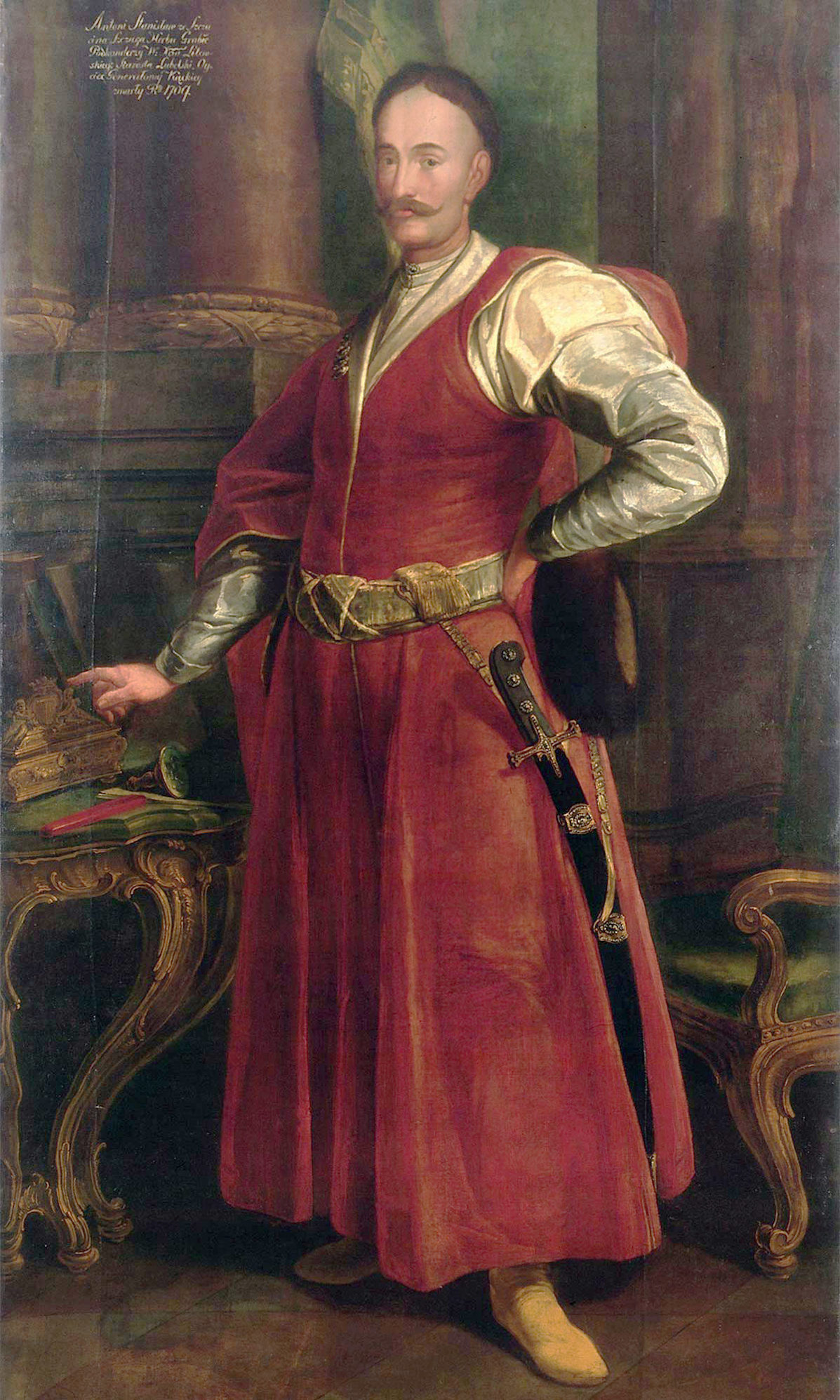
Stanisław Antoni Szczuka, nieznany malarz, ok. 1735-1740
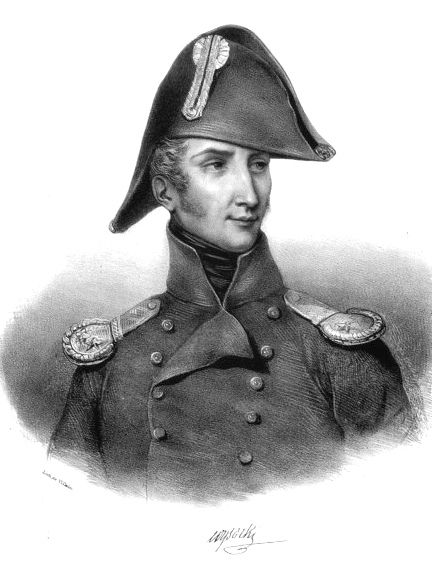
Piotr Wysocki według sztychu francuskiego - litografia François Le Villaina
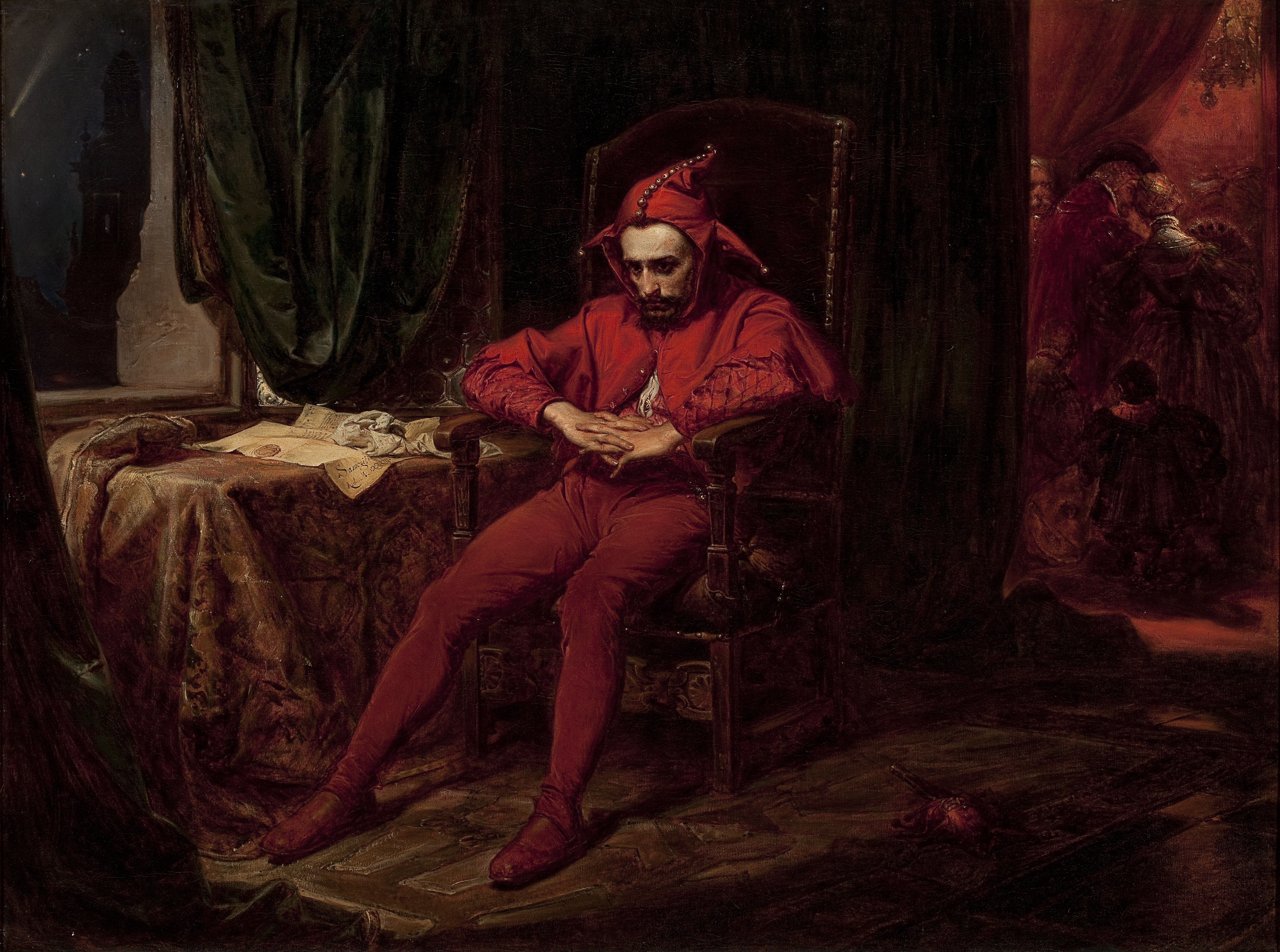
Stańczyk w czasie balu na dworze królowej Bony wobec straconego Smoleńska, Jan Matejko, 1862
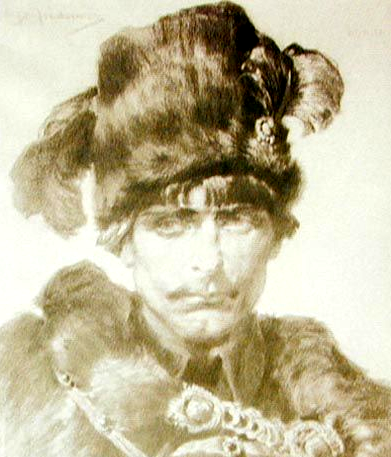
Jurko Bohun, Piotr Stachiewicz